# Temporada 2000 del Campeonato de España de Rally de Tierra
La temporada 2000 fue la 18.º edición del Campeonato de España de Rally de Tierra. Comenzó el 4 de junio en el Rally de Córdoba-Alto Guadiato y terminó el 28 de octubre en el Rally RACC Artesa de Segre.

## Calendario
El calendario estaba compuesto de ocho pruebas.
| N.º | Fecha               | Prueba                             | Notas |
| --- | ------------------- | ---------------------------------- | ----- |
| 1   | 2 de marzo          | Rally de Córdoba-Alto Guadiato     |       |
| 2   | 16-17 de junio      | Rally Ciudad de Cartagena          |       |
| 3   | 14-15 de julio      | Rally Ciudad de Zaragoza           |       |
| 4   | 1-2 de septiembre   | Rally de Navarra                   |       |
| 5   | 16 de septiembre    | Rally de Requena                   |       |
| 6   | 29-30 de septiembre | Rally Ciudad de Linares            |       |
| 7   | 13-14 de octubre    | 7.º Rally de Tierra BBK de Gernika |       |
| 8   | 27-28 de octubre    | Rally RACC Artesa de Segre         |       |

## Clasificación

### Campeonato de pilotos
| Pos. | Piloto          | 1   | 2   | 3   | 4  | 5   | 6   | 7   | 8   | Puntos |
| ---- | --------------- | --- | --- | --- | -- | --- | --- | --- | --- | ------ |
| 1.   | Carles Solé     | Ret | 1   | Ret | 2  | 2   | 1   | Ret | 3   | 134    |
| 2.   | Pedro Diego     | 2   | Ret | 1   | 4  | 3   | 2   | 2   | 5   | 127    |
| 3.   | Txus Jaio       | 1   | Ret | 2   | 1  | 1   | Ret | Ret | Ret | 121    |
| 4.   | Marc Blázquez   | 7   | 4   | 4   | 9  | 7   | 4   | 7   | 1   | 112    |
| 5.   | Iñaki Alberdi   | Ret | 7   | Ret | 5  | 6   |     | 1   | 2   | 93     |
| 6.   | Dani Solà       | 4   | 6   | Ret | 8  | 5   |     | 8   | Ret | 84     |
| 7.   | Claudio Aldecoa |     | Ret | 3   | 6  | 4   | 3   |     | 4   | 78     |
| 8.   | Michael Huete   | 12  | Ret | 30  | 12 | Ret | 5   | 4   | 6   | 66     |
| 9.   | Joan Compte     | 5   | 2   | Ret | 7  |     |     | 3   |     | 63     |
| 10.  | Iñaki Arbeláiz  | 3   | 3   | 18  | 3  | Ret | Ret | Ret |     | 60     |

### Copilotos
| Pos. | Copiloto          | Puntos |
| ---- | ----------------- | ------ |
| 1.   | Alberto Sanchís   | 134    |
| 2.   | Carlos del Barrio | 127    |
| 3.   | David Moreno      | 121    |
| 4.   | Jordi Mercader    | 112    |
| 5.   | Jorge del Cid     | 93     |
| 6.   | José Martínez     | 84     |
| 7.   | Xavi Amigo        | 66     |
| 8.   | Fernando Insausti | 60     |
| 9.   | Xavi Lorza        | 56     |
| 10.  | Enric Oller       | 34     |

### Marcas
| Pos. | Marca   | Puntos |
| ---- | ------- | ------ |
| 1.   | SEAT    | 346    |
| 2.   | Ford    | 247    |
| 3.   | Toyota  | 89     |
| 4.   | Peugeot | 13     |

### Agrupación II
| Pos. | Piloto           | Puntos |
| ---- | ---------------- | ------ |
| 1.   | Marc Blázquez    | 146    |
| 2.   | Dani Solà        | 141    |
| 3.   | Michael Huete    | 113    |
| 4.   | Angelino Jiménez | 87     |
| 5.   | Carlos Quesada   | 59     |